# Гладконоси прилепи
Гладконоси прилепи (Vespertilionidae) е името на най-голямото и известно семейство прилепи. Те принадлежат на подразред Насекомоядни прилепи. Включва над 300 вида, пръснати по целия свят и разпределени в около 35 рода, като много от тях обитават Европа и Северна Америка. В България се срещат 24 вида от 8 рода.
Представените 8 рода в България са: Нощници (Myotis), Ушани (Plecotus), Широкоухи прилепи (Barbastella), Вечерници (Nyctalus), Прилепчета (Pipistrellus), Hypsugo, Полунощни прилепи (Eptesicus) и Кожовидни прилепи (Vespertilio).

## Физически характеристики
Дължината на тялото им е 3 – 13 см. Имат малки очи и сравнително дълги опашки. Някои възрастни тежат 4 г, а други — 50 г. Повечето са черни или кафяви на цвят, но има и такива с оранжеви или други окраски. На ушите си имат трагуси. Тяхната зъбна формула е 1 – 2/2 – 3, 1/1, 1 – 3/2 – 3, 3/3 = 38 – 28.
Гладконосите прилепи разчитат на ехолокацията, но за разлика от другите насекомоядни прилепи, нямат уголемени носове, които по принцип служат на прилепите за подобряване на ултразвуковите сигнали. Вместо това Гладконосите прилепи „пищят“ с отворена уста, за да насочат ултразвука. За сметка на този недостатък, Гладконосите прилепи имат относително големи уши.
Способностите на летателния апарат на Гладконосите прилепи варират. Представителите на рода Прилепчета не са добри летци и имат лек, почти насекомен полет, докато тези от рода Lasiurus, Вечерници и Дългокрили прилепи (Miniopterus) са с дълги крила и летят бързо.

## Разпространение
Разпространени са в целия свят. Живеят в тропически гори, пустини и в умерени райони — няма Гладконоси прилепи само в полярни области и на някои отдалечени острови. Нощниците са най-разпространеният род прилепи. Когато в умерените райони студеното време причинява миграции на насекомите, прилепите по тези места са изправени пред дилема. Те трябва да избират дали да мигрират някъде, където има храна, или да хибернират.
Хиберниращите прилепи понижават телесната си температура и остават неактивни няколко дни или понякога дори месеци. Често хибернират в пещери, където температурата не пада под точката на замръзване. Тогава температурата на прилепите пада до 2 °C. Тъй като поддържането на висока телесна температура изисква изразходването на много калории, тези прилепи съхраняват значителна част от енергията си като понижават своята температура. Тези прилепи преживяват зимата като живеят на запасите си от мазнини и като правят спорадични набези за храна, когато времето се затопли. Хибернацията е характерна при поне няколко видове от следните родове: Antrozous, Eptesicus, Miniopterus, Myotis (Нощници), Nyctalus (Вечерници), Pipistrellus (Прилепчета) и Plecotus

## Начин на живот и хранене
Почти всички Гладконоси прилепи са насекомоядни, с изключение на някои Нощници, които ловят риба, както и по-големите видове Вечерници, които понякога се хранят с малки Врабчоподобни. Обитават пещери, но някои прилепи могат да се срещнат и в минни галерии, тунели, кухи дънери, скални пукнатини, сгради и др. Някои видове замърсяват местата, на които живеят хората, с изпражнения, и причиняват неприятни звуци, но този проблем е пренебрежим като се има предвид огромния брой насекоми, които унищожават. Някои видове живеят на големи колонии, но други живеят поединично или на малки групи или двойки. Мъжките и женските имат склонност да живеят поотделно, като при някои видове съществуват майчински колонии.

## Размножаване
Размножителната система е различна при Гладконосите прилепи. При много видове мъжките пристигат по-рано от женските и заемат желаните от тях територии. По-късно, когато женските пристигнат, те избират мъжките според територията, която мъжките заемат. Това е и най-често срещаната размножителна система при прилепите. Други размножителни системи сред Гладконосите прилепи включват промискуитета при Myotis lucifugus и системата, при която индивидите се размножават на специални за тази цел места, които са лишени от всякакви ресурси. Тази последна система се използва от някои видове от рода Miniopterus.

## Класификация
Подсемейство Kerivoulinae
- Kerivoula
- Phoniscus

Подсемейство Miniopterinae
- Miniopterus – Дългокрили прилепи

Подсемейство Murininae
- Harpiocephalus
- Murina

Подсемейство Myotinae
- Cistugo
- Lasionycteris
- Myotis – Нощници

Подсемейство Vespertilioninae
- Barbastella – Широкоухи прилепи
- Chalinolobus
- Corynorhinus
- Eptesicus – Полунощни прилепи
- Euderma
- Eudiscopus
- Glauconycteris
- Glischropus
- Hesperoptenus
- Histiotus
- Hypsugo
- Ia
- Idionycteris
- Laephotis
- Lasiurus
- Mimetillus
- Nyctalus – Вечерници
- Nycticeinops
- Nycticeius
- Nyctophilus
- Otonycteris
- Pharotis
- Philetor
- Pipistrellus – Прилепчета
- Plecotus – Дългоухи прилепи, Ушани
- Rhogeessa
- Scoteanax
- Scotoecus
- Scotomanes
- Scotophilus
- Scotorepens
- Scotozous
- Tylonycteris
- Vespertilio – Кожовидни прилепи

## Законодателство
Според българското законодателство, прилепите са защитени видове (включени в приложение 3 на Закона за биологичното разнообразие). Това означава, че са забранени убиването, нараняването, безпокойството, улавянето или препарирането на прилепи.
Текстове, целящи опазването на прилепите и техните местообитания има в следните български нормативни актове:
Прилепите обикновено не се разглеждат при изготвянето на различните видове екологични оценки. Затова е много важно да се отчита значимостта на техните местообитания, при реализирането на инвестиционни предложения.